# 怒りの旅団
怒りの旅団 （いかりのりょだん、Angry Brigade）は、イギリスの反体制テロ組織。無政府主義者によって構成され1968年から1971年まで各地の大使館などに爆弾テロを27件しかけ多数の銀行強盗を起こした。